# Gobernador de Michoacán
El governador de l'Estat Lliure i Sobirà de Michoacán d'Ocampo és el titular del poder executiu d'aquest estat. És triat mitjançant el vot directe i universal. Entra en funcions el dia 1 d'octubre de l'any de les eleccions i cobreix un mandat de sis anys. Un cop electe, no és possible reelegir-se en cap circumstància, ja sigui tornar a postular-se o assumir com a governador interí, provisional, substitut o encarregat del despatx.
El càrrec només és renunciable per causa greu que ha de ser avalada pel Congrés de l'Estat. Per a les faltes temporals del governador, el secretari de Govern, o si no n'hi ha, el secretari de Finances, assumiria com a encarregat del despatx, però si s'excedís dels trenta dies, el congrés nomenaria un governador interí. Per a les faltes permanents del governador, el congrés nomenaria un governador interí o substitut, segons es donés la falta conforme als anys transcorreguts durant el mandat.
Per al despatx dels seus assumptes, el governador s'auxilia en un grup d'entitats que tenen competències jurídiques en diferents àmbits, oficialment anomenat Administració pública de l'Estat. Cal destacar que únicament és un cos amb carteres que auxilia l'executiu estatal, però no és dipositari del poder en si.
El càrrec es va crear des de la instal·lació del congrés el 6 d'abril de 1824 amb el nom de governador de l'Estat Lliure i Sobirà de Michoacán. El 30 d'octubre de 1836 amb la instauració oficial de la República Centralista (Mèxic) es va passar a dir governador del Departament de Michoacán, que finalment va tornar a la seva forma oficial el 22 d'agost de 1846.
L'actual constitució política, publicada al març de 1918, explora la figura del governador en el seu Títol Tercer, Capítol III «Del Poder Executiu», que va de l'article 47 al 66, en la qual s'aprofundeix al llarg de tres seccions en la seva forma d'elecció, les seves facultats i obligacions i el despatx dels seus assumptes.
L'actual governador és des de l'1 d'octubre de 2021, Alfredo Ramírez Bedolla, electe en les eleccions locals de 2021, per a cobrir el període 2021-2027.

## Requisits per a assumir el càrrec
D'acord amb els article 49 i 50 de la Constitució Política per a ser governador cal:
- Ser un ciutadà en el ple gaudir dels seus drets polítics;
- Tenir complits trenta anys el dia de l'elecció;
- Haver nascut en el territori estatal o, en defecte d'això, tenir residència efectiva en ell (per més de cinc anys);
- No haver estat, inclòs si es renuncia amb anterioritat, ministre religiós de qualsevol culte;
- No exercir cap lloc en les Forces Armades, la Guàrdia Nacional o les policies estatals o municipals, tret que se separi d'aquest noranta dies abans de l'elecció.
- No exercir cap càrrec en el Govern Federal o Estatal, tret que se separi d'aquest noranta dies abans de l'elecció.

## Gabinet de Michoacán
Segons l'article 17 de la Llei orgànica de l'Administració Pública de l'Estat de Michoacán de Ocampo, l'Administració Pública Estatal Centralitzada, comunament anomenat gabinet de Michoacán o gabinet del governador, està conformada per les següents dependències:
| Dependència                                                                  | Titular actual                  |
| ---------------------------------------------------------------------------- | ------------------------------- |
| Secretaria de Govern                                                         | Carlos Torres Piña              |
| Secretaria de Finances i Administració                                       | Luis Navarro García             |
| Secretaria de Contraloría                                                    | Lliri blanc Marín Correa        |
| Secretaria de Seguretat Pública                                              | José Alfredo Ortega Reyes       |
| Secretaria de Desenvolupament Econòmic                                       | Alfredo Anaya Orozco            |
| Secretaria de Turisme                                                        | Roberto Monroy García           |
| Secretaria de Desenvolupament Rural i Agroalimentari                         | Cuauhtémoc Ramírez Romero       |
| Secretaria de Comunicacions i Obres Públiques                                | Jorge Zavala Nolasco            |
| Secretaria de Medi Ambient, Canvi Climàtic i Desenvolupament Territorial     | Gladys Butanda Macías           |
| Secretaria d'Educació                                                        | Yarabí Ávila González           |
| Secretaria de Cultura                                                        | Gabriela Desireé Molina Aguilar |
| Secretaria de Salut                                                          | Elías Ibarra Torres             |
| Secretaria de Desenvolupament Social i Humà                                  | Carolina Rangel García          |
| Secretaria del Migrant                                                       | Brenda Fraga Gutiérrez          |
| Secretaria d'Igualtat Substantiva i Desenvolupament de les Dones Michoacanes | Tamara Sosa Alanís              |